# Клос, Юлиуш
Ю́лиуш Клос (пол. Julijusz Kłos, 8 августа 1881, Варшава — 5 января 1933, Вильно) — польский архитектор, историк архитектуры, профессор Университета Стефана Батория; автор неоднократно переиздававшегося путеводителя по Вильно.

## Биография
Учился в Варшаве и Вене, получил диплом инженера архитектора. По приглашению Фердинанда Рущица Ю. Клос, переехал в 1920 г. в Вильно. Профессор Университета Стефана Батория с 1920 года, декан факультета изящных искусств, заведующий кафедрой архитектуры (1920—1929), позднее преподавал историю архитектуры, черчение.
В своих мемуарах Виленско-Новогрудский окружной консерватор памятников Станислав Лоренц характеризует Ю. Клоса как очень доброго и приятного в общение человека, увлеченного, историей, архитектурой, искусством и фотографией.
Ю. Клос тесно сотрудничал с Виленско-Новогрудскими окружными консерваторами Е. Ремером (1922 – 1929) и С. Лоренцом (1929 – 1935). В обязанности этих чиновников входил широкий спектр задач. Помимо курирования общих вопросов культурной жизни округа им было необходимо вести интенсивную работу по инвентаризации и консервации памятников. В обязанности консерватора входил надзор за археологическими раскопками, контроль состояния движимых и недвижимых памятников от средневековья до XIX века включительно. При этом, из-за недостатка средств в бюджете, вспомогательные штатные единицы консерватору не полагались. Ю. Клос помогал им в сборе информации, полевых мероприятиях, обсуждении проблемных вопросов.
Занимался реконструкцией двора Петра Скарги ансамбля Вильнюсского университета, перепланировкой галерей здания Вильнюсского университета для использования в качестве аудиторий и кабинетов. Исследовал подземелья Кафедрального собора Св. Станислава (1931—1932), архитектурные памятники Юго-Восточной Литвы и Западной Беларуси, фотографировал их, делал диапозитивы, составлял альбомы, ныне как ценный иконографический материал хранящиеся в архивах и музеях. Подготовил путеводитель по Вильнюсу („Wilno. Przewodnik Krajoznawczy“; издавался в 1923, 1929, 1937; фототипические переиздания в наши дни).
Профессор разрабатывал и проекты новых зданий. В Западной Беларуси перед архитекторами ставилась задача продемонстрировать через архитектурные сооружения силу молодого государства и привнести польские черты в застройку населенных пунктов восточных воеводств. В качестве базового стиля при строительстве административных зданий и районов, в которых проживали чиновники, был выбран так называемый закопанский стиль. Наиболее ярким примером такой застройки можно считать комплекс строений в центре Браслава, возведенных по проекту Юлиуша Клоса. Сейчас эскизы профессора украшают в Браславе стену современного кирпичного дома по адресу Садовая улица 51.
Важно отметить, что проекты профессора Ю. Клоса опирались на богатый местный материал, собранный в ходе многочисленных экспедиций по территории Виленского воеводства. В результате новые постройки гармонично вписывались в существующие городские комплексы и были близки к традиции белорусского деревянного зодчества.
Черты закопанского стиля носили и некоторые другие строения, возведенные по проектам Ю. Клоса, например деревянный костёл в деревне Межаны, Браславского повета, а также каменные казармы корпуса охраны пограничья в Березвечье.
Умер профессор Ю. Клос от сердечного приступа 5 января 1933 в Вильно, по дороге домой, после бессонной ночи работы. В этот день, как и всегда, он был одет в чёрное пальто и свою знаменитую шляпу, а сопровождал его верный пёс Жужу.
Похоронен на кладбище Расу в Вильнюсе .

## Сочинения
- Wilno. Przewodnik krajoznawczy Juliusza Kłosa, Prof. Uniwersytetu St. Batorego. Wydanie trzecie poprawione po zgonie autora. Wilno, 1937.